# Шпански језик
Шпански језик (шпански: españolⓘ — „еспањол“) или кастиљански језик (шпански: castellanoⓘ, — „кастељано“) је иберијски романски језик, и други је по броју говорника у свету. Шпански је матерњи језик 500.000.000 људи, а говори га и разуме укупно 600.000.000 људи (Према проценама из 2023. године). Осим Шпаније, говори се и у Хиспаноамерици. Према последњим истраживањима овај језик има највећу стопу пораста броја говорника и  у догледно време је престигао енглески језик. За око 600.000.000 говорника има мањи број говорника од кинеског (мандаринског), који свеукупно има 1,2 милијарде говорника.
Шпански је део Иберо-романске групе језика, који је еволуирао из неколико дијалеката вулгарног латинског у Иберији након колапса Западног римског царства у 5. веку. Најстарији латински текстови који садрже трагове шпанског потичу из средишње северне Иберије у 9. веку, а до прве систематски записане употребе језика је дошло у Толеду, ондашњој престоници краљевине Кастиље, у 13. веку. Почетком раног 16. века, шпански је пренет у колоније Шпанске империје, а посебно у Америке, као и територије у Африци, Океанији и филипинима.
Око 75% модерног шпанског је изведено из латинског, грчки је исто тако дубоко допринео шпанском речнику, посебно кроз латински, пошто је имао огроман утицај на Римску културу и језик.
Шпански речник је био у контакту од зачећа са арапским, пошто се развио током Ал Андалузне ере на Иберијском полуострву. Са око 8% својих речи арапског порекла, арапски језик је други по утицају на шпански након латинског. На шпански језик је исто тако утицао баскијски језик као и суседни Иберо-романски језици. Такође су прихваћене речи из неиберијских језика, као што је готски језик од Визигота при чему многа шпанска имена и презимена имају визиготско порекло. Међу другим језицима, од посебног значајног утицаја су окситански, француски, италијански и сардински, као и наватлански, кечуански, и неколико других америчких урођеничких језика.
Шпански је један од шест званичних језика Уједињених нација. Он се исто тако користи као званични језик у Европској унији, Организацији америчких држава, Унији јужноамеричких нација, Заједници латинско америчких и карибских држава и многих других међународних организација.

## Шпански или кастиљански
У основи, кастиљански и шпански су синоними. Синоним кастиљански се веже за регију у којој је настао језик, тј. Кастиљу и старији је од синонима шпански. Синоним шпански се примењује од 16. века, нарочито када Шпанија постаје колонијална земља, почев од доласка на престо Карла V Хабзбуршког.
У Шпанији синоним шпански се користи за разликовање од страних језика, док се користи кастиљански за разликовање од осталих језика који се говоре на простору данашње државе Шпаније.
Неки од аутора који се баве језиком и лингвистиком сматрају да би сви Шпанци требало да користе име шпански језик, док би се кастиљански односио само на дијалект који се говори у Кастиљи. Ти аутори користе као пример за свој аргумент, да се у Немачкој говори немачки, у Француској француски, итд.
Други супротно томе тврде, да иако је кастиљански био под утицајем, током свог развоја, осталих језика који су се говорили (и данас се говоре) на пиринејском полуострву (баскијског на пример), да је много коректнија деноминација кастиљански, пошто је језик настао у Кастиљи те се после проширио на остале делове територије данашње Шпаније. Томе је умногоме помогла надмоћност Краљевине Кастиље над осталим тадашњим краљевинама, које су се развијале у Шпанији. Ови аутори користе као пример Уједињено Краљевство и друге земље у којима је енглески језик службени језик, а не веже се за име нације.

## Историја
Шпански језик је настао у југозападној Европи, на пиринејском полуострву, тада познатом као Иберија. Развио се из вулгарног латинског, уз утицаје баскијског на северу и арапског на крајњем југу Пиринејског полуострва.

### Порекло језика
Крајем VI века п. н. е., Ибери, који су били први становници региона, почели су да се мешају са Келтима, номадским и ратничким племенима који се насељавају на подручје данашње Галиције у VII веку п. н. е. Те две групе формирају један народ, назван Келтибери и развијају језик који је једна врста келтског, али ипак раздвојеног, зависно од племена и подручја где се говори. Тако да се до доласка Римљана, који започињу освајање Пиринејског полуострва 218. п. н. е., још увек не може говорити о једној лингвистичкој форми.
Под римском влашћу полуострво добија име Хиспанија. Становници долазе у контакт са римским трговцима, војницима и државним службеницима и на тај начин уче латински. Како класични латински, језик образованих, у целом римском царству почиње да се меша са језиком староседелаца; у овом случају, Келта и Ибера, при чему настаје нови језик назван вулгарни латински који користи основни модел класичног латинског, али се и даље поприлично служи речима из језика аутохтоног становништва.

### Арапски утицај
Латински остаје језик управе и културе и након упада Визигота у V веку, племена с истока данашње Немачке, па све до 711. године када Арапи са севера Африке — Маври (шп. Moros) освајају скоро цело полуострво, осим дела Галиције. Тако арапски језик, тј. мозарапски дијалект и култура почињу да се користе у исламској Хиспанији — Ал-Андалуз, док на хришћанском северу вулгарни латински остаје и даље народни језик, којег Арапи називају „лисан ал ауам“, што у преводу значи страни језик. Арапски је након латинског имао највећи утицај на развој шпанског језика. Процењује се да у модерном шпанском око 4.000 речи потиче из арапског језика.
Године 1492, године хришћанска краљевства са севера, преузимају потпуну војну и политичку контролу над целим подручјем полуострва, заузимањем последњег града у арапском поседу — Гранаде. Након тога долази до насељавања хришћанског становништва па се тако и вулгарни латински враћа као доминантни језик.

### Стандардизација језика
Прва етапа стандардизованог шпанског језика базираног на кастиљанском дијалекту почиње 1200. године када краљ Кастиље и Леона Алфонсо X Мудри, познат и као краљ ерудит (лат. учењак), даје задатак језикословцима са свог двора да преведу Библију те дела из астрономије, историје и права.
Други значајнији тренутак у развоју језика који се претвара у књижевни, десио се 1492. године која је означила шпанску историју, како Колумбовим открићем Америке и преузимањем Гранаде, тако и издавањем прве граматике кастиљанског језика чији је аутор био Елио Антонио де Небриха (шп. Elio Antonio de Nebrija), хуманиста са универзитета у Саламанки који је, такође и аутор кастиљанско-латинског речника садржаног у два свеза, названог Вокабуларијум (шп. Vocabularium).

## Географска распрострањеност
| Званични или ко-званични језик | 1,000,000+ | 100,000+ | 20,000+ |

Шпански је примарни језик у 20 земаља широм света. Процењује се да је тотални број људи који говоре шпански између 470 и 500 милиона, што чини овај језик другим по броју матерњих говорника.
Шпански је други највише коришћени језик по матерњи броју говорника (након мандаринског). Статистике употребе на Интернету за 2007 показују да је шпански на трећем месту, након енглеског и мандаринског.

### Европа
У Европи, шпански је званични језик у Шпанији, земљи по којој је добио име и из које је потекао. Он је у широкој употреби у Гибралтару, мада је енглески званични, међународни језик. Он се исто тако говори у Андори, мада је каталонски званични језик.
Шпански исто тако говоре националне мањине у другим Европским земљама, као што су Уједињено Краљевство, Француска, Италија, и Немачка. Шпански је званични језик Европске уније. У Швајцарској, која је имала масивни прилив шпанских миграната током 20. века, шпански је матерњи језик за 2,2% популације.

### Америке

#### Латинска Америка
Већина шпанских говорника је у Латинској Америци; од свих земаља са већином шпанских говорника, само Шпанија и Екваторијална Гвинеја су изван Америка. Национално, шпански је званични језик, било de facto или de jure, у Аргентини, Боливији (козванични са качуа, ајмара, гварани, и 34 друга језика), Чилеу, Колумбији, Костарици, Куби, Доминиканској републици, Еквадору, Ел Салвадору, Гватемали, Хондурасу, Мексику (козванични са 63 индогена језика), Никарагви, Панами, Парагвају (козванични са гварани језиком), Перуу (козванични са качуа, ајмара и другим индогеним језицима), Порторико (козванични са енглеским), Уругвају, и Венецуели.
Шпански није званично признат у бившој Британској колонији Белизу; мада, по попису из 2000. године шпански говори 43% популације. Шпански углавном говоре потомци шпанских насељеника који живе у том региону од седамнаестог века.
Услед близине шпанског говорног подручја, Тринидад и Тобаго и Бразил су имплементирали наставу шпанског језика у својим образовним системима. Тринидадска влада је покренула иницијативу Шпански као први страни језик марта 2005. Године 2005, Национални конгрес Бразила је одобрио предлог закона, који је бразилски председник спревео у закон, којим је постало мандаторно да се нуди настава шпанског као алтернативног страног језика у јавним и приватним средњим школама у Бразилу. Септембра 2016. тај закон је укинуо Мишел Темер након опозива Дилме Русеф. У многим граничним градовима дуж Парагваја и Уругваја, говори се мешовити језик познат као Портунол.

#### САД
Судећи по подацима пописа из 2006. године, 44,3 милиона људи у САД су Хиспано или Хиспаноамеричког порекла; 38,3 милиона људи, 13% популације старије од пет година говори шпански код куће. Шпански језик има дугу историју и широку заступљеност у САД услед историјске шпанске и касније мексичке управе над територијама које данас формирају југозападне државе као и Флориду, која је била шпанска територија до 1821.
Шпански је далеко најзаступљенији други говорни и у школама предавани језик у САД, и са више од 50 милиона говорника САД су данас друга по величини шпански говорећа земља на свету, након Мексика. Док је енглески de facto званични језик земље, шпански се често користи у јавним услугама и напоменама на федералном и државним нивоима. Шпански се исто тако користи државној управи Новог Мексика. Овај језик исто тако има јак утицај у главним метрополама као што су Лос Анђелес, Мајами, Сан Антонио, Њујорк, Сан Франциско, Далас и Феникс; као и задњих деценија Чикаго, Лас Вегас, Бостон, Денвер, Хјустон, Индијанаполис, Филаделфија, Кливленд, Солт Лејк Сити, Атланта, Нешвил, Орландо, Тампа, Рали и Балтимор услед имиграције током 20. и 21. века.

### Африка
У Африци, шпански је званични језик (заједно са португалским и француским) у Екваторијалној Гвинеји, као и званични језик Афричке уније. У Екваторијалној Гвинеји, шпански је предоминантни језик кад се узму у обзир матерњи и нематерњи говорници (око 500.000 људи), док је Фанг најзаступљенији језик матерњих говорника.
Шпански се такође говори у интегралним територијама Шпаније у Северној Африци, што обухвата Шпанске градове Сеута и Мелиља, Плазас де соберанија, и архипелаг Канарских острва (популација 2.000.000), лоциран неких 100 km од северозападне обале Африке.
Унутар северног Марока, бившег Шпанског протектората који је исто тако географски близу Шпаније, приближно 20.000 људи говори шпански као други језик, док је арапски de jure званичан језик. Мали број мароканских Јевреја такође говори Сефардијски шпански дијалекат Хакетија (који је сродан са Ладино дијалектом који се говори у Израелу). Шпански говоре мање заједнице у у Анголи услед кубанског утицаја током хладног рата и у Јужном Судану међу Јужно Суданцима који су били релоцирани у Кубу током суданских ратова а затим се вратили након остваривања независност земље.
У Западној Сахари, раније Шпанској Сахари, шпански се званично говорио током деветнаестог и 20. века. Данас, шпански у тој спорној територији одржава популација Сахарских номада која има око 500.000 људи, и de facto је званични језик заједно са арапским у Сахарској Арапској Демократској Републици, мада тај ентитет добија ограничено међународно признање.

### Азија-Пацифик
Шпански је присутан на Ускршњем острву, које је било анексирано као Чилеанска провинција 1888. године.
Шпански је био званични језик Филипина од почетка шпанске владавине 1565 до конституционе измене 1973. године. Током шпанске колонизације (1565–1898), он је био језик владе, трговине и образовања, и користили су га као први језик Шпанци и образовани Филипинци. Током средине деветнаестог века је колонијална влада успоставила слободни јавни образовни систем на Шпанским. Таква повећана употреба шпанског широм острва довела је до формирања класе шпански говорећих интелектуалаца званих Илустрадос. Међутим, шпански никад није говорила већина популације.
Упркос америчке управе након пораза Шпаније у Шпанско–америчком рату из 1898, употреба шпанског је настављена у филипинској литератури и штампи током раних година америчке ере. Постепено, међутим, америчка влада је почела да повећава промовисање употребе енглеског, и са карактерисањем шпанског као негативног утицаја прошлости. Коначно, током 1920-их, енглески је постао примарни језик владе и образовног система. Међутим упркос знатног смањења утицаја и броја говорника, шпански је остао званични језик Филипина кад је та земља постала независна 1946, заједно са енглеским и Филипинским, стандардизованом верзијом Тагалога.
Шпански је изгубио званични статус 1973. године током администрације Фердинанд Маркоса, али је тај статус повраћен два месеца касније путем Председничког декрета Бр. 155, датираног 15. март 1973. Он је остао званичан језик до 1987, од ратификације садашње конституције, по којој је добио статус добровољног или опционог помоћног језика. Године 2010, председник Глорија Макапагал-Аројо је подстакла поновно увођење шпанског језика у образовни систем Филипина. Међитим до 2012, број средњих школа у којима је овај језик било обавезни или опциони предмет је веома ограничен. Данас, упркос владиног промовисања шпанског, мање од 0,5% популације може да течно говори овај језик. Поред стандардног шпанског, на шпанском базирани креолски језик — Чабакано — се развио у јужним Филипинима. Број Чабакано говорника се процењивао да је 1,2 milionа 1996. године. Међутим, овај језик није обострано разумљив са шпанским. Говорника Замбоангуено варијетета Чабакано језика је било око 360.000 по подацима пописа из 2000. године. Месни језици Филипина исто тако су задржали део шпанског утицаја, при чему су многе речи изведене из мексичког шпанског, пошто је Шпанија контролисала острва путем Мексико Ситија до 1821, а затим директно из Мадрида до 1898.
Шпански су исто тако користиле колонијалне владе и образовни системи бивше Шпанске Источне Индије, која се састоји од садашњег Гвама, Северних Маријанских Острва, Палауа, и Микронезије, поред Филипина. Шпанске речи су присутне у месним језицима тих територија као наслеђе колонијалне владавине. Данас шпански није званични језик у тим бившим шпанским територијама.

### Шпански језик по земљама
| Азбучни редослед | Редослед према броју говорника |
| --- | --- |
| 1. Андора (40,000) 2. Аргентина (41,248,000) 3. Аустралија (150,000) 4. Белизе (130,000) 5. Боливија (7,010,000) 6. Бразил (19,700,000) 7. Венецуела (26,021,000) 8. Гватемала (8,163,000) 9. Доминиканска Република (8,850,000) 10. Еквадор (10,946,000) 11. Екваторијална Гвинеја (447,000) 12. Западна Сахара (341,000) 13. Израел (160,000) 14. Италија (455,000) 15. Јапан (500,000) 16. Јужна Кореја (90,000) 17. Канада (272,000) 18. Кина (250,000) 19. Колумбија (45,600,000) 20. Коста Рика (4,220,000) 21. Куба (11,285,000) 22. Либан (2,300) 23. Мароко (86,000) 24. Мексико (106,255,000) 25. Немачка (410,000) 26. Никарагва (5,503,000) 27. Панама (3,108,000) 28. Парагвај (4,737,000) 29. Перу (26,152,265) 30. Порторико (4,017,000) 31. Румунија (7,000) 32. Русија (1,200,000) 33. Салвадор (6,859,000) 34. САД (41,000,000) 35. Турска (29,500) 36. Уједињено Краљевство (900,000) 37. Уругвај (3,442,000) 38. Филипини (2,900,000) 39. Финска (17,200) 40. Француска (2,100,000) 41. Хондурас (7,267,000) 42. Чиле (15,795,000) 43. Шведска (39,700) 44. Шпанија (44,400,000) | 1. Мексико (106,255,000) 2. Колумбија (45,600,000) 3. Шпанија (44,400,000) 4. Аргентина (41,248,000) 5. САД (41,000,000) 6. Перу (26,152,265) 7. Венецуела (26,021,000) 8. Бразил (19,700,000) 9. Чиле (15,795,000) 10. Куба (11,285,000) 11. Еквадор (10,946,000) 12. Доминиканска Република (8,850,000) 13. Гватемала (8,163,000) 14. Хондурас (7,267,000) 15. Боливија (7,010,000) 16. Салвадор (6,859,000) 17. Никарагва (5,503,000) 18. Парагвај (4,737,000) 19. Коста Рика (4,220,000) 20. Порторико (4,017,000) 21. Уругвај (3,442,000) 22. Панама (3,108,000) 23. Филипини (2,900,000) 24. Француска (2,100,000) 25. Русија (1,200,000) 26. Уједињено Краљевство (900,000) 27. Јапан (500,000) 28. Италија (455,000) 29. Екваторијална Гвинеја (447,000) 30. Немачка (410,000) 31. Западна Сахара (341,000) 32. Канада (272,000) 33. Кина (250,000) 34. Израел (160,000) 35. Аустралија (150,000) 36. Белизе (130,000) 37. Јужна Кореја (90,000) 38. Мароко (86,000) 39. Андора (40,000) 40. Шведска (39,700) 41. Турска (29,500) 42. Финска (17,200) 43. Румунија (7,000) 44. Либан (2,300) |
| Тешко је тачно одредити број говорника шпанског јер га, у државама у којима је шпански званичан језик, сви не говоре. У САД велики број људи који говори шпански говори и енглески. | |

## Читање и фонетика
Читање и фонетика се у овом примеру базирају на стандардном књижевном кастиљанском шпанском.

### Самогласници
- a, á: [a]
- e, é: [e]
- i, í: [i]
- o, ó: [o]
- u, ú: [u]

Треба рећи да када се после било ког сугласника налази један или неколико различитих сугласника, сугласници постају дуги.

### Сугласници
- b: [b] (после паузе, на почетку речи и после назалних сугласника)
- b: [β̞] у осталим случајевима
- c: [θ] (испред e, i & y)
- c: [k] у осталим случајевима
- cc: [kθ] у средини речи
- ch: меко [tʃ] које мало звучи на ћ
- cu: [kw]
- d: [d] (после паузе, на почетку речи, после назалних и бочних,сугласника)
- d: [ð̞] у осталим случајевима
- f, ph: [f]
- g: [ɣ˕] (испред e, i & y)
- g: [g] у осталим случајевима
- gu: [g]
- h: [-] не чита се уопште
- j: [x]
- ll: [ʎ] или [ʝ]
- ñ: [ɲ]
- qu, k: [k]
- r: [r] на почетку речи, као и после слова l, n и s. То је продужено ротично р
- r: [ɾ] у осталим случајевима
- rr: [r]
- s, z: [s̠] на крају речи
- s, z: [θ] у осталим случајевима
- ü: [w]
- y: [ʝ]

Ако су на слову u 2 тачкице, комбинација слова се не чита, већ се читају одвојено, нпр. pingüino [pinˈgwino].
Двострука слова у шпанском не постоје, сем оних у правилу читања, као и у позајмљеницама.
Остала слова и гласови, сем ових у правилу читања, читају се као и у српском.
Кастиљански шпански не поседује гласове [z], [ʃ], [ʒ] и [h].

## Писање
Шпански језик је писан латиничним алфабетом, поред стандардних 26 латиничних знакова, шпански поседује шест самогласника са прегласима - један самогласник са дијарезом: Üü и пет са акутним знацима: Áá, Éé, Íí, Óó и Úú, као и посебан знак Ñ (чита се као ење и сличан је српском њ).

## Алфабет
|  |  |  |  |  |  |
|  |  |  |  |  |  |
|  |  |  |  |  |  |
|  |  |  |  |  |  |
|  |  |  |  |  |  |
|  |  |  |  |  |  |

## Пример текста
Члан 1 Универзалне декларације о људским правима
```
Todas las personas se vuelven libres e iguales en dignidad
nacido. Están dotados de razón y conciencia,
y deben tratarse unos a otros con espíritu de hermandad.
```

## Граматика
Шпански је инфлекијски језик - што значи да се односи међу реченичким елементима исказују променом речи, односно додавањем наставака (наставци за број, наставци за време за глаголе ...).

### Чланови
Шпански поседује три одређена члана за једнину, два за множину, два неодређена обична члана и два неодређена за множину, као и два рода (мушки и женски).
El - означава мушки род једнине ;
La - означава женски род једнине ;
Lo - означава род једнине за придеве, нпр. Lo importante es la sílaba (важна ствар је слога) ;
Los - означава мушки род множине ;
Las - означава женски род множине.
Ово су неодређени чланови:
Un - означава мушки род ;
Una - означава женски род ;
Unos - означава мушки род множине ;
Unas - означава женски род множине.

### Глаголи
Шпански глаголи се мењају према:
- једној од две конјугације, слабој и јакој. Постоји око 200-300 глагола који се неправилно мењају.
- три лица: првом, другом и трећем
- два броја: једнини и множини
- четири начина: индикатив, субјунктив, кондиционал и императив
- два рода: актив и пасив; пасив се дели на статички и повратни.
- четири проста времена (presente, imperfecto, futuro simple и pretérito perfecto simple) и 4 сложена времена (pretérito perfecto compuesto, pretérito pluscuamperfecto, futuro compuesto и pretérito anterior)

У шпанском се, као и у већини других романских језика, може избацити субјекат јер се на основу конјугираног глагола препознаје ко је вршилац радње.
Постоје три групе глагола у инфинитиву. То су они који се завршавају на -ar, -er и -ir.

#### Помоћни глаголи
Помоћни глаголи у шпанском су: haber (имати), estar (бити) (овај помоћни глагол користи се исклучиво за прогресивни облик) и ser (бити).

#### Партицип садашњи (Gerundio)
Партицип садашњи је облик који се користи за описивање радње која се дешава истовремено са радњом која се прича у реченици. Има улогу прилога (као глаголски прилог). Гради се суфиксима -ando и -iendo.
Пример глагола који се завршава на -ar hablar (говорити): habl- + -ando = hablando
Пример глагола који се завршава на -er comer (јести): com- + -iendo = comiendo
Пример глагола који се завршава на -ir vivir (живети): viv- + -iendo = viviendo
Пример реченице са функцијом прилога: Caminando por la calle (ходајући улицом).

##### Неправилни облици
Глагол ir (ићи): yendo
Глагол poder (моћи): pudiendo
Глагол decir (говорити): diciendo

##### Прогресивни облик
Прогресивни облик је облик презента сличан енглеском present continuous-у.
Пример реченице: Está comiendo (он/она једе).

#### Партицип прошли
Партицип прошли је облик који се користи за грађење прошлог времена (перфекта и плусквамперфекта), футура II, као и пасива. Уједно представља и глаголски придев трпни. Деле се уједно на мушки и женски род, као и на једнину и множину.

##### Мушки род

###### Једнина
Пример глагола hablar (говорити): habl- + -ado = hablado

###### Множина
Пример глагола hablar (говорити): habl- + -ados = hablados

##### Женски род

###### Једнина
Пример глагола hablar (говорити): habl- + -ada = hablada

###### Множина
Пример глагола hablar (говорити): habl- + -adas = habladas

#### Пасив

##### Повратни
За повратни пасив се употребљава se и глагол у одговарајућем времену.
Se vende pan (Хлеб се продаје).

##### Статички
За статички пасив се употребљава помоћни глагол être (бити) и партицип прошли.
El libro es leído por Juan (Књига је прочитана од стране Хуана).

#### Индикатив

##### Презент

###### -Ar група
Пример мењања правилних глагола на инфитивној основи -ar: hablar (говорити):
| Лице    | једнина                                                   | множина                                                           |
| ------- | --------------------------------------------------------- | ----------------------------------------------------------------- |
| 1. лице | yo hablo                                                  | nosotros, nosotras hablamos                                       |
| 2. лице | tú hablas                                                 | vosotros, vosotras habláis                                        |
| 3. лице | él, ella/Usted (2. лице једнине у формалном облику) habla | ellos, ellas, Ustedes (2. лице множине у формалном облику) hablan |

###### -Er група
Пример мењања правилних глагола на инфитивној основи -er: comer (јести):
| Лице    | једнина             | множина                     |
| ------- | ------------------- | --------------------------- |
| 1. лице | yo como             | nosotros, nosotras comemos  |
| 2. лице | tú comes            | vosotros, vosotras coméis   |
| 3. лице | él, ella/Usted come | ellos, ellas, Ustedes comen |

###### -Ir група
Пример мењања правилних глагола на инфитивној основи -ir: vivir (живети):
| Лице    | једнина             | множина                     |
| ------- | ------------------- | --------------------------- |
| 1. лице | yo vivo             | nosotros, nosotras vivimos  |
| 2. лице | tú vives            | vosotros, vosotras vivís    |
| 3. лице | él, ella/Usted vive | ellos, ellas, Ustedes viven |